# Уитли, Бен
Бен Уитли (англ. Ben Wheatley; род. 7 мая 1972) — английский кинорежиссёр, сценарист, постановщик картин «Высотка» и «Перестрелка». Известен как автор независимого кино, которое не раз демонстрировалось на фестивале Сандэнс.
Работал на телевидении, принимал участие в работе над фантастическим сериалом «Доктор Кто», начал снимать короткометражки ещё будучи несовершеннолетним, некоторое время работал маркетологом, занимался созданием видеоигр, режиссёром решил стать после того, как увидел картины «Бразилия» и «Бегущий по лезвию».
По мнению режиссёра, начинающие специалисты должны учиться снимать сами, только так у них появится собственный стиль. В свободное время читает комментарии на американских политических сайтах, чтобы узнать, что происходит и изучить реакцию людей.
Его постоянным партнером по работе в качестве сценариста, является его жена Эмми Джамп с которой он познакомился в школе. Именно она посоветовала ему пройти курс обучения рисунку, благодаря которому он научился создавать раскадровки к своим фильмам.

## Биография
Родился в деревушке Биллерикей графства Эссекс в Англии. Ходил в школу Ховерсток в Северном Лондоне, где он встретил Эмми Джамп, которая позднее стала его женой. У пары есть сын. С детства был фанатом комиксов, Marvel и DC, зачитывался ими в десятилетнем возрасте. А любимой книгой в детстве была «Высотка», экранизированная им позднее. Его жена является сценаристом его фильмов. С 2011 по 2017 участвовала в работе над всеми его фильмами. Считает место своего рождения довольно интересным, так как в этом месте собирались отцы основатели пилигримов перед отъездом в Америку, на корабле Мейфлауэр, более того у города есть брат-близнец в Америке, он известен тем, что в нём умёр первый человек в ходе Гражданской войны в США. Режиссёр гордится местом, откуда он родом. Он говорил о том, что когда встречаешь человека из Эссекса, то замечаешь общее чувство юмора и мировоззрение. По мнению Уитли, ему посчастливилось вырасти в пригороде, а вот переезд в Лондон выбил его из колеи.
Семья переехал на улицу Белсайз-парк и он начал ходить в школу Хаверсток, находящейся напротив станции Ферма Кларка. Сейчас здание перестроили и это академия, а в то время оно было похоже на викторианский особняк. В школе Уитли учился на пятерки, но совершенно не знал чем будет заниматься, когда вырастет. Но однажды встретил Эмми Джамп, свою будущую жену, которая посоветовала ему пойти в художественную школу. Она прошла там базовый курс и Уитли подал заявку на тот же курс. Уитли неплохо рисовал, его готовили на художника-декоратора. В то время он писал и носил длинные волосы. Он рисовал комиксы и совсем ничего не понимал в кино. Однажды ему захотел попробовать снять фильм, он раздобыл камеру Video8 и отснял немного материала. Снимать и работать со снятым материалом Уитли научился уже во время учёбы в Брайтоне. Начинал с того, что просто снимал все подряд, первый фильм назвал «Вещи в моем доме». Считает очень примитивной работой. Затем снимал фрагменты драмы и позднее начал редактировать материал для других людей. После начал снимать короткометражные фильмы и работал с Робином Хиллом и его братом Дэном. Они учились в 6 классе и снимали фильмы с 10 лет. Они поджигали вещи и взрывали себя, снимали ремейки знаменитых картин.
В 1997 году Уитли работал над полнометражным фильмом под названием «Проект:Убийца», который они сняли. По мнению Уитли, это было удивительно — они сняли фильм, поехали в Канны, встретили человека, который помог с распространением. Уитли всегда говорит молодым режиссёрам, что они должны снимать сами, иначе они ничего не добьются. Уитли также говорил, что люди привыкли думать, что всё честно и все получают шанс в жизни, но его опыт говорил об обратном. После он работал над сценарием картины «Ты мертв», но она провалилась и он не получил денег. Уитли перестал писать и устроился в маркетинговую компанию. Режиссёру просто нужно было зарабатывать на жизнь и семью. Вскоре маркетинговая компания обанкротилась, пришлось искать другую работу, Эми Джамп была в положении, а сбережений было около 20 тысяч. Уитли решил попробовать себя в индустрии видеоигр и начал публиковать материал через интернет. По словам режиссёра, это было тяжёлое время и был период, когда он и его семья могли оказаться на улице, но внезапно ему предложили работу на телевидении, снять материал для экстремальных видов спорта и ситуация улучшилась. Он описывает то время, как жизнь на «Диком Западе».

## Карьера
Уитли долгое время работал на телевидении, до того, как стал снимать большое кино и пояснил, что на телевидении режиссёр не главный, а он привык к определённой свободе действий и если бы решил снимать телевизионное шоу, то вероятно адаптировал бы «Список смертников» под сериал. Признался, что захотел стать режиссёром после того как посмотрел фильмы «Бразилия» и «Бегущий по лезвию».

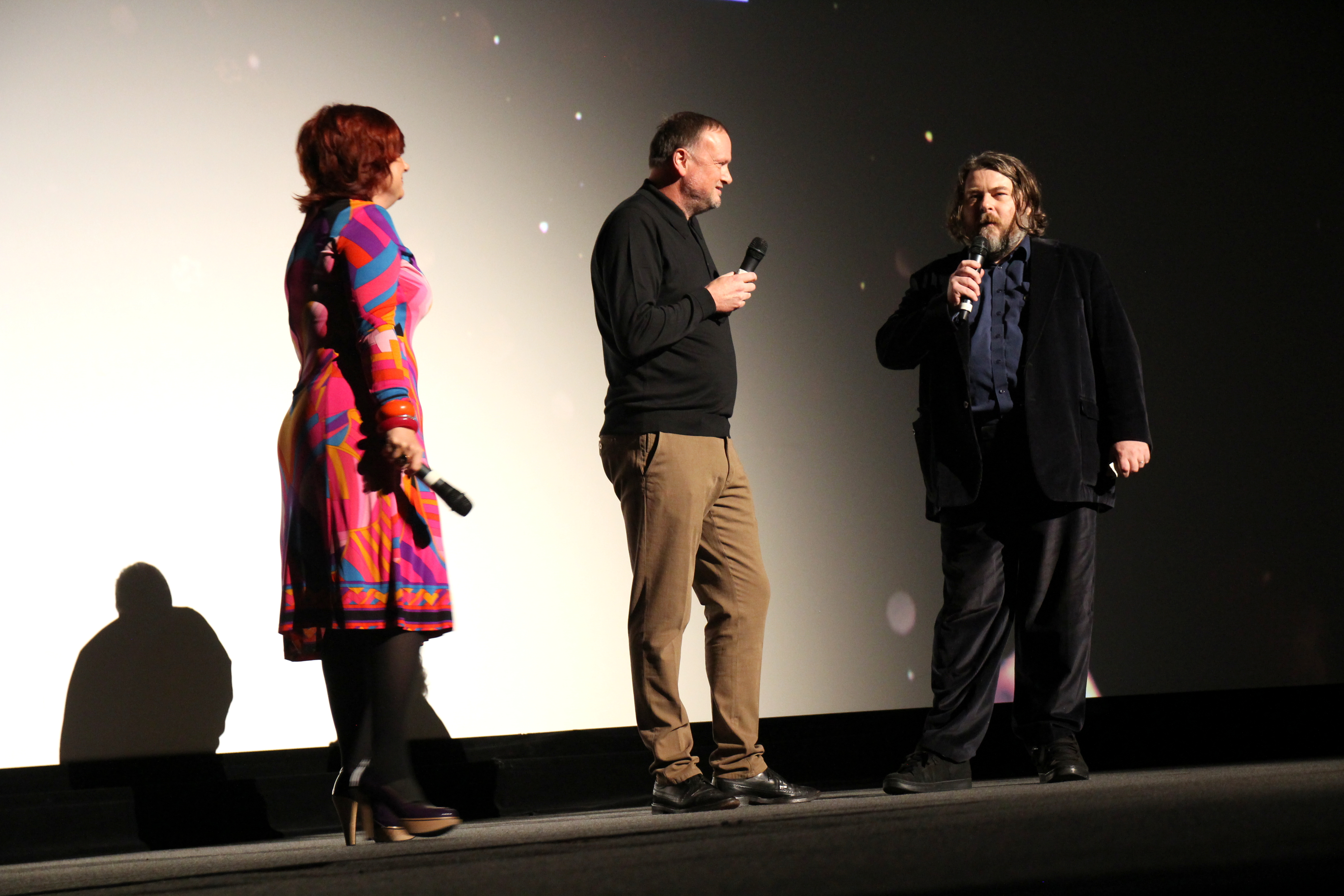
Уитли на показе фильма «Перестрелка» на Лондонском кинофестивале.

Широкую известность получил благодаря своим полнометражным картинам «Высотка» и «Перестрелка». Перед съёмками «Перестрелки» режиссёр вдохновлялся картинами «Нечто», «Бешеные псы» и «Дикая банда». Когда режиссёр вёл переговоры с актёром Арми Хаммером по Скайпу о его участии в фильме «Перестрелка», они оба были пьяны, по мнению актёра благодаря этому переговоры удались. О «Высотке» режиссёр говорил как о книге, события из которой могут произойти и в наши дни, когда он читал её, было ощущение как будто он читал газеты, события книги то и дело отражались в реальности, поэтому он решил её экранизировать именно в то время. По словам Уитли, то, что события обеих картин разворачиваются в 70-е годы лишь совпадение, так как действие романа «Высотка» происходит в 70-х годах, как и покупка оружия ИРА, чтобы противостоять английской армии, отражённые в кинофильме «Перестрелка». Впрочем, режиссёр уточнил, что считает 70-е интересным временем, довольно далёким, но в то же время источником для вдохновения.
Режиссёр некоторое время снимал по фильму в год, но когда его спросили, не утомляет ли его такой ритм, он признался, что, если бы была возможность, он снимал бы чаще. Также отметив, что после фильма «Перестрелка» интервал будет больше. Он также говорил, что давление во время съёмок исходит не стороны звёздных актёров, а со стороны бюджета, чем он выше, тем больше волнений из-за возможного провала. Уитли признался, что был большим поклонником сериала «Доктор Кто», по его мнению почти все полнометражные фильмы о нём были ужасны, поэтому он и взялся за съёмки и ждал три года и лишь надеется, что его фильм получился хоть немного лучше.

## Метод работы
По мнению Уитли, в XXI веке масса возможностей, чтобы стать режиссёром, всё, что нужно, — это взять камеру, позвать друзей и снимать. И такой путь намного полезнее, чем курсы или киношкола, потому что ты делаешь всё самостоятельно, по своим правилам. По его мнению, только так можно найти свой голос и стиль. Он полагал, что это важнее, чем учиться у других людей, ведь можно просто застрять в системе и чужих рамках. Он также подчеркнул, что для того чтобы закончить киношколу, нужны большие деньги, и для многих это проблема. А самообучаясь, ты хотя бы получаешь базовые навыки для работы.
При съёмках картины «Высотка» пришлось избавиться от декораций, которые не выглядели реалистично, были построены декорации квартиры с отсутствующими стенами, чтобы было можно снимать с любого угла. Снимали на ручную камеру. Поскольку не могли позволить себе много декораций, а все комнаты в отелях похожи, был создан конструктор из частей комнат, меняя части которого удавалось получить новую квартиру. Комнаты перестраивали в зависимости от того, какой персонаж в них жил. Съёмки происходили в Белфасте и Бангоре, в старом спортивном центре, построенном в 1972 году. Именно там снимались сцены бунта и массового безумия, когда толпа неслась по коридорам здания.
До фильма «Высотка» снимал по оригинальным сценариям, но, получив возможность купить права на экранизацию, воспользовался ей. Предпочитает работать с одними и теми же актёрами, с теми, в ком уверен и знает, что они не подведут, такими, как Арми Хаммер. Однако после «Высотки» число таких людей сильно увеличилось. Чтобы снизить расходы и решить ряд проблем на съёмках, сцену с мальчиком, перелезающим по лестнице с одного здания на другое, снимали на земле, а многое, увиденное зрителями, является специальными эффектами, созданными на компьютере командой, работавшей над сериалом «Доктор Кто».
При работе над фильмом «Перестрелка» Бен Уитли монтировал материал прямо на съёмочной площадке. На съёмочной площадке стояло оборудование и отснятый материал, а в конце дня уже можно было увидеть, что получилось. По словам Арми Хаммера, можно было нажать на кнопку и посмотреть, какого плана не хватает и доснять необходимое. Весь фильм был снят на одном складе. Во время съёмок было использовано 4000 пуль, в том числе циркониевые. Большой объём импровизации вошёл в окончательный вариант фильма, примером тому служит масло для бороды и афроамериканское происхождение персонажа Шарлто Копли.
Режиссёр говорит, что его работа над «Полем в Англии» обошлась в 300 000 фунтов, а в США заработала за первые выходные 30 000 долларов, по меркам киноиндустрии это полный провал. Но в Великобритании его работу в первые же выходные посмотрели миллионы человек. Он пояснил, все беспокоятся о деньгах, но если вы можете обеспечить аудиторию, то это самое главное. В то же время Уитли отметил, что эта его работа не для всех. Лично ему понравилось работать над этим проектом, также как над «Высоткой» и «Перестрелкой», и он будет рад вновь снять что-то подобное.

## Отзывы современников
По мнению Арми Хаммера, Уитли, остроумный человек, обладающий чёрным чувством юмора и сниматься у него в кино так же приятно, как и просто пить пиво с ним.

## Социальные сети
Уитли говорил о том, что как и большинство людей делится через Твиттер, тем что ему нравится. Но однажды он просмотрел свой Твиттер, почитал разговоры о политике и понял, что с него хватит. Он считает, что люди слишком быстро формируют своё мнение и судят. Хотя у него есть аккаунт на Facebook, он уже много лет ничего не публиковал в нём. Он зарегистрировался там, в то время когда работал на BBC, чтобы узнать, как это работает, а затем потерял интерес.

## Рисунок
Уитли один из тех режиссёров, который сам рисует раскадровки для фильмов. Он, как правило, прорисовывает весь фильм целиком, для того чтобы прочувствовать его. Делает это в очень грубой манере, а затем просит кого-нибудь его перерисовать. Как это было с картинами «Перестрелка» и «Высотка». Он считает раскадровку самым дешёвым и удобным способом создания фильма. Так он позволяет за несколько минут отразить взрывы и перестрелки, которые вы представляете в своей голове. Конечно, это порой занимает много времени и то, что вы себе навоображали, на бумаге не выглядит также хорошо.

## Личная жизнь
Женат на Эмми Джамп, с которой познакомился в школе и которая пишет сценарии к его фильмам. Режиссёр не раз говорил, что ему нравится работать с женой, потому что она предельно честна. Ему нравится снимать фильмы вместе. Ему также нравится проводить с ней время, которое он вряд ли стал бы проводить иначе. Эмми Джамп не даёт интервью и не ездит в Лондон на мероприятия. Она из тех людей, которые просто хотят делать свою работу. Уитли в свою очередь выполняет соглашение, согласно которому он общается с прессой, даёт интервью и ездит на мероприятия. Сам режиссёр заметил, что внезапно люди стали брать у него интервью и писать о нём в интернете.

## Фильмография
- 2009 — «Убийство — дело семейное» / Down Terrace
- 2011 — «Список смертников[англ.]» / Kill List
- 2012 — «Азбука смерти» / The ABCs of Death (сегмент — «Откопанный»)
- 2012 — «Раз! Два! Три! Умри!» / Sightseers
- 2013 — «Поле в Англии» / A Field in England
- 2014 — «Доктор Кто» / Doctor Who
- 2015 — «Высотка» / High-Rise
- 2016 — «Перестрелка» / Free Fire
- 2018 — «С Новым годом, Колин Бёрстед» / Happy New Year, Colin Burstead
- 2020 — «Ребекка» / Rebecca
- 2021 — «На Земле» / In the Earth
- 2023  — «Мег 2: Впадина» / The Meg 2: The Trench